# Neferhotep II
Neferhotep II (fl. XVII secolo a.C.) è stato un faraone della XIII dinastia egizia.

## Biografia
Questo sovrano è principalmente noto dal Canone Reale e per due statue di elevata fattura artistica, attualmente conservate al Museo egizio del Cairo. Su di queste, il praenomen Mersekhemra è associato al nomen Neferhotep.
Tutti i reperti attribuibili a questo sovrano provengono dall'Alto Egitto confermando la teoria che vede l'ultima parte della XIII dinastia regnare solamente sulle regioni intorno a Tebe. Negli anni intorno al regno di Neferhotep II i popoli di stirpe semitica, identificati comunemente come hyksos, che già detenevano il potere nel Basso Egitto, conquistarono Menfi, governando direttamente o rendendo tributario quasi tutto l'Egitto e dando inizio alla XV dinastia.
Il termine Ined, che compare insieme al praenomen nel Canone Reale potrebbe essere un epiteto o un soprannome significando "misero", "povero".

## Liste Reali
| N5 | mr | sxm |

| N5 | mr | sxm |

| N5 | mr | sxm |

| N5 | mr | sxm |

| N5 | mr | sxm |

| N5 | mr | sxm |

| N5 | mr | sxm |

| N5 | mr | sxm |

| N5 | mr · r | S42 | Z1 | M17 | K1 · n | D46 · G36 |

| N5 | mr · r | S42 | Z1 | M17 | K1 · n | D46 · G36 |

| N5 | mr · r | S42 | Z1 | M17 | K1 · n | D46 · G36 |

| N5 | mr · r | S42 | Z1 | M17 | K1 · n | D46 · G36 |

| N5 | mr · r | S42 | Z1 | M17 | K1 · n | D46 · G36 |

| N5 | mr · r | S42 | Z1 | M17 | K1 · n | D46 · G36 |

| N5 | mr · r | S42 | Z1 | M17 | K1 · n | D46 · G36 |

| N5 | mr · r | S42 | Z1 | M17 | K1 · n | D46 · G36 |

## Titolatura
| G5 |

| G5 |

|       |
| \| \| |
|       |
|       |

|  |

|       |
| \| \| |
|       |
|       |

|  |

| G16 |

| G16 |

|  |

| G8 |

| G8 |

|  |

| M23 · X1 | L2 · X1 |

| M23 · X1 | L2 · X1 |

| N5 | mr | S42 |

| N5 | mr | S42 |

| N5 | mr | S42 |

| N5 | mr | S42 |

| N5 | mr | S42 |

| N5 | mr | S42 |

| N5 | mr | S42 |

| N5 | mr | S42 |

| G39 | N5 |

| G39 | N5 |

| nfr | Htp · t · p |

| nfr | Htp · t · p |

| nfr | Htp · t · p |

| nfr | Htp · t · p |

| nfr | Htp · t · p |

| nfr | Htp · t · p |

| nfr | Htp · t · p |

| nfr | Htp · t · p |